# ورل عملاق
ورل العملاق (Varanus giganteus) أكبر الورليات في أستراليا، ورابع أكبر ورل حي على الأرض، بعد تنين الكومودو وورل المياه الآسيوي والتماسيح. تم العثور عليه في المناطق القاحلة في غرب أستراليا، ونادراً ما يُرى بسبب خجله وأبتعاده عند رؤية البشر. يعتبر هذا النوع من الأنواع الأقل إثارة للقلق وفقًا للاتحاد الدولي لحفظ الطبيعة (IUCN)￼￼.
مكانتها في العديد من ثقافات السكان الأصليين واضحة في العلاقات الطوطمية، وجزء من حلم Ngiṉṯaka، وكذلك غرس الأدغال. كان لحمه غذاء مفضل لدى قبائل السكان الأصليين الصحراويين، وكانت الدهون تستخدم للأغراض الطبية والاحتفالية.

## التصنيف
وصف عالم الحيوان البريطاني جون إدوارد غراي بيرنت الورل العملاق في عام 1845 بأسم (Hydrosaurus giganteus)، واصفًا إياه بأنه «سحلية المياه العملاقة». انتقل الورل العملاق إلى جنس الورل.

## الوصف
يمكن أن تنمو السحلية بطول يصل إلى 2.5 متر (8 قدم 2 بوصة)، على الرغم من أن متوسط طولها يتراوح ما بين 1.75 إلى 2 متر (5 قدم 9 إلى 6 قدم 7 بوصات) ويزن حتى 15 كجم (33 رطل) - أقصى وزن يمكن أن يكون أكثر من 20 كجم (44 رطل). منافستها على لقب ثالث أكبر سحلية هي شاشة التمساح، والتي على الرغم من طولها في كثير من الأحيان، والذي يزيد عن 2.4 متر، فهي أخف وأقل حجمًا من بعض الأنواع ومع ذلك، فإن الورل العملاق عبارة عن سحلية هزيل نسبيًا وأقل حجمًا من تنين الكومودو أو ورل المياه الآسيوي.

### السم
في أواخر عام 2005، اكتشف باحثو جامعة ملبورن أن جميع المراقبين قد يكونون سامين إلى حد ما. في السابق، كان يُعتقد أن اللدغات التي يتعرض لها المراقبون معرضون للعدوى بسبب البكتيريا الموجودة في أفواههم، لكن الباحثين أظهروا أن الآثار المباشرة ناجمة عن تسمم خفيف. وقد لوُحظت لدغات على يد تنين كومودو (V. komodensis)، ورل عملاق (V. giganteus)، وورل الدانتيل (V. varius) وورل الأشجار (V. scalaris) تسبب تورم في غضون دقائق، واضطراب موضعي للدم والتخثر، وإطلاق النار تصل إلى الكوع، والتي يمكن أن تستمر في كثير من الأحيان لعدة ساعات.
قال عالم الأحياء بجامعة واشنطن ف. كاردونغ وعلماء السموم سكوت أ. وينشتاين وتامارا ل. سميث إن اقتراح الغدد السم «... كان له تأثير في التقليل من مجموعة الأدوار المعقدة التي تؤديها الإفرازات الشفوية في بيولوجيا الزواحف، أنتجت رؤية ضيقة جدًا للإفرازات الشفوية وأدت إلى سوء تفسير تطور الزواحف». وفقًا للعلماء «... تسهم الإفرازات الشفوية للزواحف في العديد من الأدوار البيولوجية بخلاف إرسال الفرائس بسرعة». وخلصوا إلى أن: «استدعاء كل شيء في هذا الكليد السام ينطوي على خطر محتمل إجمالي غير موجود، ويضلل في تقييم المخاطر الطبية، ويخلط بين التقييم البيولوجي للأنظمة الكيميائية الحيوية العشوائية».
قال عالم الأحياء بجامعة واشنطن كينيث ف. كاردونغ وعلماء السموم سكوت أ. وينشتاين وتامارا ل. سميث إن اقتراح الغدد السم «... كان له تأثير في التقليل من مجموعة الأدوار المعقدة التي تؤديها الإفرازات الشفوية في بيولوجيا الزواحف، أنتجت رؤية ضيقة جدًا للإفرازات الشفوية وأدت إلى سوء تفسير تطور الزواحف». وفقًا للعلماء «... تسهم الإفرازات الشفوية للزواحف في العديد من الأدوار البيولوجية بخلاف إرسال الفرائس بسرعة». وخلصوا إلى أن: «استدعاء كل شيء في هذا الكليد السام ينطوي على خطر محتمل إجمالي غير موجود، ويضلل في تقييم المخاطر الطبية، ويخلط بين التقييم البيولوجي للأنظمة الكيميائية الحيوية العشوائية».

## التوزيع والمسكن
تم العثور على الورل العملاق في المناطق الصحراوية القاحلة القاحلة في غرب وجنوب أستراليا والإقليم الشمالي وكوينزلاند. تتكون موائلها من نتوءات صخرية وجسور، مع تربة غزيرة وأحجار سائبة.

## السلوك
من غير المألوف أن يتجنب الورل العملاق الاتصال البشري بشكل عام وسوف يتراجع فور رؤيته للأنسان. كونهم حفارين، يمكنهم حفر جحر للمأوى خلال دقائق فقط. مخالبهم الطويلة تمكنهم من تسلق الأشجار بسهولة. وغالبًا ما يقفون على أرجلهم الخلفية وذيلهم للحصول على رؤية أفضل للتضاريس المحيطة. هذا السلوك، المعروف بأسم «ترايبود»، شائع للغاية في أنواع الورل. الورول العملاقة عدائين سريعين، ويمكنهم الركض إما باستخدام الأرجل الأربع أو أرجلهم الخلفية فقط.
عندما يشعر بالخطر إما يتجمد في مكانه (الاستلقاء على الأرض، والبقاء واقفاً دون حراك حتى ينتهي الخطر) أو الجري إذا كُشف. وإذا حاصرت، فإن هذه الحيوانات آكلة اللحوم القوية تقف على الأرض وتستخدم ترسانتها من المخالب والأسنان والذيل الشبيه بالسوط للدفاع عن نفسها. يضخّمون حناجرهم ويهمسونهم كعرض دفاعي أو عدواني، ويضربون العدو بأذيولهم العضلية مع أفواه مفتوحة، إما بمثابة خدعة أو كاعتداء. يمكن لعضة الورل العملاق أن تحدث الكثير من الضرر، ليس فقط بسبب الأسنان، ولكن أيضًا بسبب الإفرازات الفموية من أفواههم.

## معرض الصور

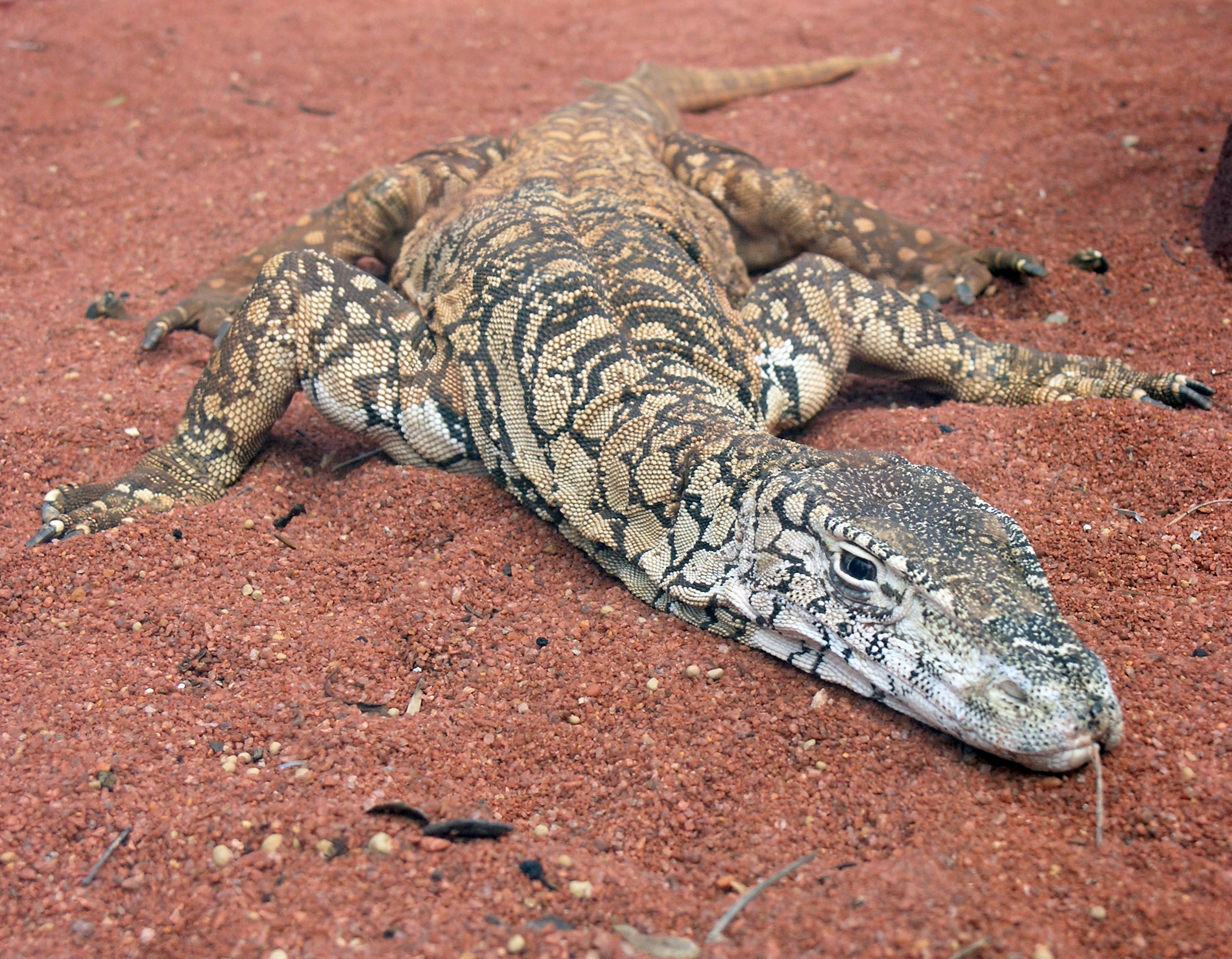
ورل عملاق في حديقة حيوان بيرث ، أستراليا الغربية
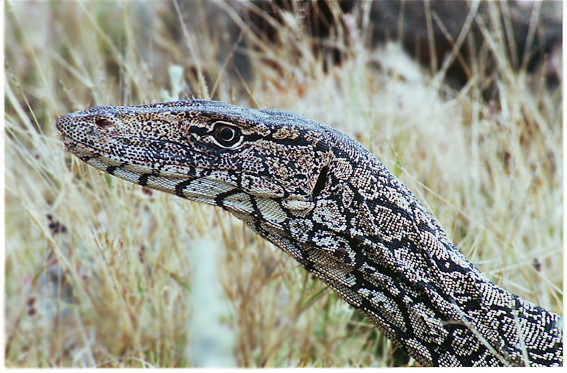
صورة قريبة من ورل عملاق في البرية
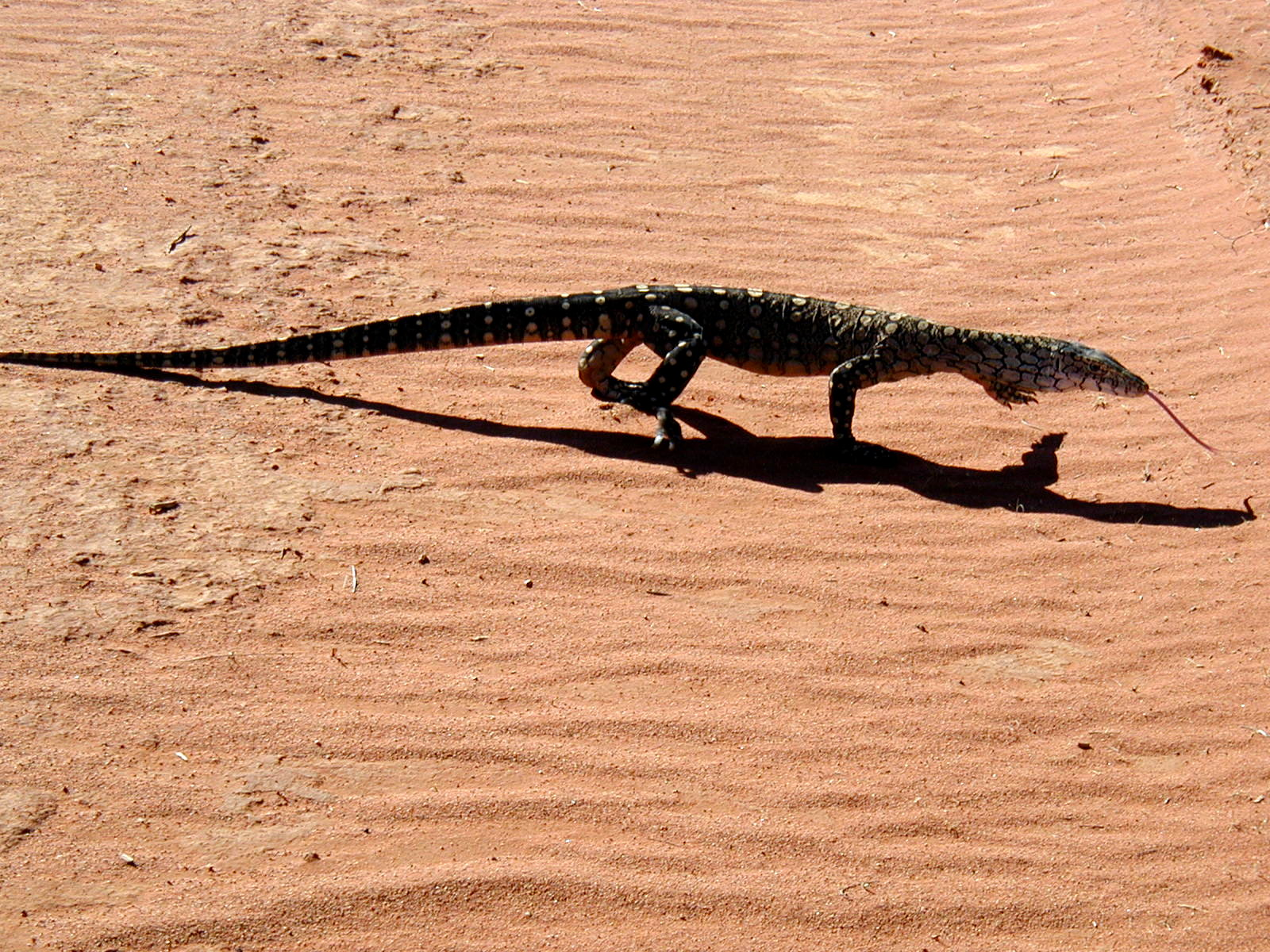
في مركز أستراليا الأحمر
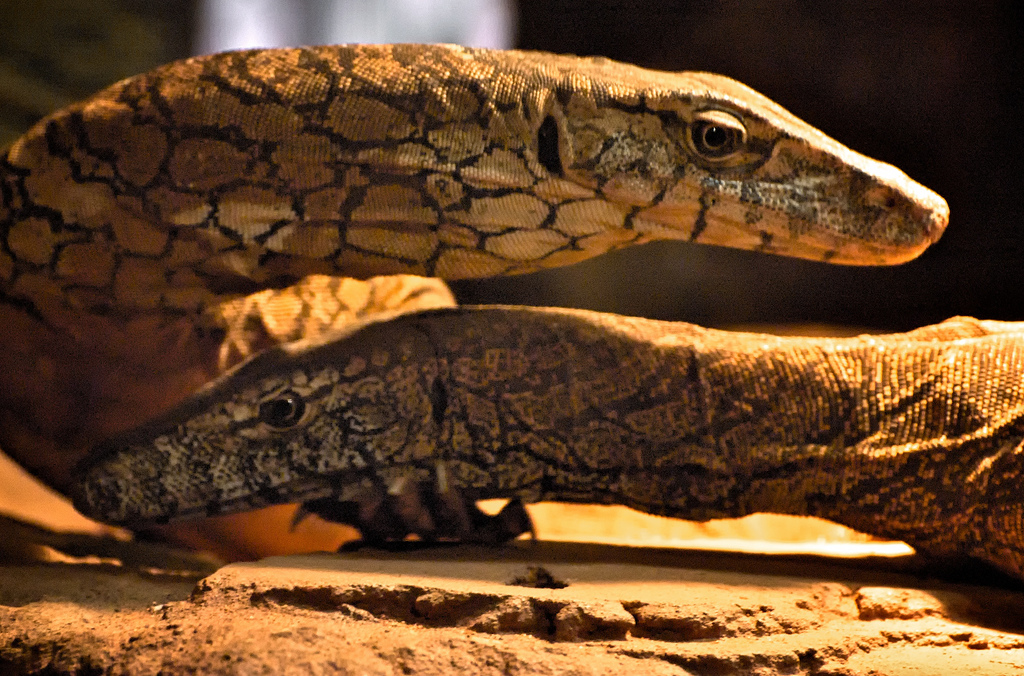
زوج من ورل عملاق في حديقة حيوان بيرث